# أبو العباس أحمد
أبو العباس أحمد هو الابن الأكبر لمولاي الحسن الحفصي، وقد افتك الحكم من والده عام 1543 وكانت تونس آنذاك تحت الحماية الإسبانية، واستمر على العرش الحفصي إلى عام 1573.

## ترجمته
عند عزل والده أبي عبد الله الحسن، خيّره أبو العباس أحمد بين الموت أو سمل عينيه. فإختار الوالد أن يعيش أعمى. وتركه ابنه حرا، اعتقادا منه أنه لم يعد مخيفا. أما الحاكم الإسباني لحلق الوادي فقد كان يخير على السلطان أبي العباس أحمد أخاه عبد الملك الذي استغل غياب مولاي أحمد، ليدخل مدينة تونس خلسة ويسيطر على قصبتها وأعلن نفسه سلطانا. وقد طلب منه الإسبان الذين ساندوه أن يدفع لهم ما تأخر دفعه من الضريبة السنوية وغيرها من التعويضات. وقد لبى لهم مطلبهم، غير أنه توفي بعد 36 يوما بسبب دس السم له. وعندئذ أرسل سكان مدينة تونس وفدا عنهم إلى النائب الإسباني من أجل إطلاق سراح أحد أبناء أبي عبد الله محمد الحسن والذي كان رهينة لدى الإسبان، مطالبين بتنصيبه على العرش. غير أن الحاكم الإسباني توفار (Tovar) قدّر أن هذا الأمير لن يخدم مصالح إسبانيا، وفرض تسمية أحد أبناء عبد الملك لم يكن له من العمر إلا 12 عاما. ورغم حماية الإسبان له، فإن هذا الأمير بدا عاجزا على مجابهة الأوضاع الصعبة. أما أبو العباس أحمد الذي لجأ إلى داخل البلاد، فقد استطاع أن يجلب إلى صفه قبائل البدو التي جندت لفائدته مجموعات مسلحة تمكن بفضلها من السيطرة على قصبة تونس، ولم يبق للأمير الصغير إلا اللجوء إلى الإسبان بحلق الوادي. عندئذ دخل هؤلاء في محادثات مع أبي العباس أحمد ليتحالف معهم، وهو ما أفضى إلى عقد اتفاقيات سلام وصداقة بتاريخ 24 جانفي 1547، و5 جانفي 1548 و28 ديسمبر 1550. وكانت مدة المعاهدة الأخيرة ست سنوات ووافق شارلكان على تمديدها في 6 جوان 1555. في الأثناء ورغم فقدان بصره، فإن مولاي الحسن لم ييأس من استعادة عرشه. إذ اصطحب معه عام 1548 اثنين من المخلصين له واتجه نحو إيطاليا، ومنها إلى آوغسبورغ حيث التقى شارلكان. ولا شك أنه تلقى وعودا من الإمبراطور، إذ اصطحب الإسبان عام 1550 عند حصارهم للمهدية لطرد الرايس العثماني درغوث بعد أن جعل من تلك المدينة نقطة ارتكاز. وعلى أية حال فقد توفي مولاي الحسن خلال حصار المهدية، وربما يكون قد تم تسميمه من قبل مبعوثين أرسلهم ابنه مولاي أبو العباس أحمد. 
وعند استيلاء الإسبان على مدينة المهدية نصّبوا فيها ابن مولاي أحمد. غير أن القبائل التونسية لم تهدأ ولم تعد المدن الساحلية في مأمن. وأمام انعدام الأمن في البلاد، دعّم الإسبان تحصيناتهم بحلق الوادي. غير أن مولاي أحمد لم يحترم بنود الاتفاقيات التي وقعها مع الإسبان، حيث لم يدفع الضريبة لصيانة الحامية الإسبانية. أما العثمانيون فرغم عدم نجاح هجومهم على مالطا، فإنهم أصبحوا يهددون المواقع الإسبانية. وهو ما حدا بفيليب الثاني الذي خلف شارلكان على عرش إسبانيا، أن يأمر بتدعيم التحصينات الإسبانية. وفي عام 1569 قرر علج علي الذي كان واليا على الجزائر ويعمل باتفاق مع السلطان العثماني، الاستيلاء على مدينة تونس التي كانت بأيدي الإسبان منذ عام 1535. وأمام هذا التهديد، اقترب مولاي أحمد من الحاكم الإسباني طالبا منه مساعدة عسكرية. غير أن هذا الأخير بالكاد تتوفر لديه القوات الكافية لحماية حلق الوادي، فلم يقدم أية مساعدة إلى السلطان الحفصي الذي قرر أن يواجه علج علي بمفرده. وبمجرد أن وقعت الاشتباكات الأولى انهزم مولاي أحمد في باجة ثم في سيدي علي الحطاب، وفر جنوده، أما هو فقد لجأ إلى الحصن الإسباني بحلق الوادي. فدخل علج علي مدينة تونس في نهاية شهر ديسمبر 1569 وحاول أن يستولي على حلق الوادي غير أن محاولته لم تكلل بالنجاح. أما مولاي أحمد، فقد طلب من الإسبان مساعدته غير أنهم اشترطوا عليه مقاسمة الحكم فرفض، فعزلوه وولوا أخاه أبي عبد الله محمد، فعاش بعد ذلك في صقلية على مرتب خصص له، ثم أعيد إلى تونس ميتا.

## إشارات مرجعية
1. ↑  محمد الحبيب الهيلة،المفتي أبو القاسم عظوم في عصره، المجمع التونسي للعلوم والآداب والفنون، تونس، 2010، ص 25

| سبقه أبو عبد الله الحسن | سلطان حفصي (تونس) 949هـ-976هـ/1543م- 1569م | تبعه أبو عبد الله محمد بن الحسن |